# Лаврентийские смешанные леса

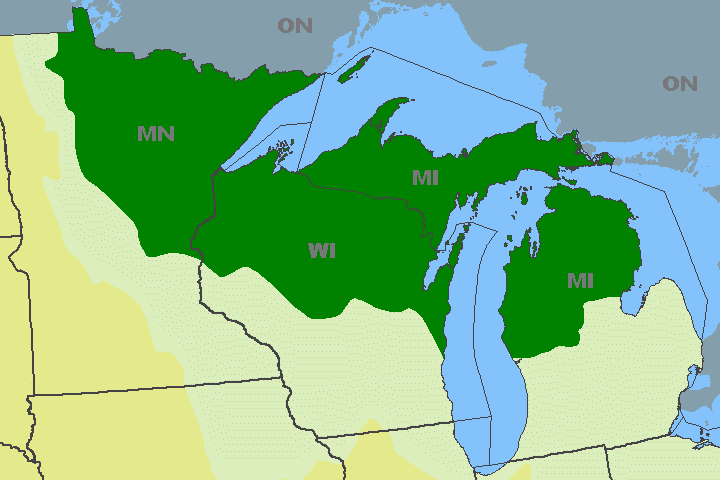
На территории штатов Миннесота, Висконсин, Мичиган

Лавренти́йские сме́шанные леса́ (фр. Forêt mixte laurentienne) — экорегион смешанных лесов в Северной Америке, занимающий нижний уровень долин между Великими озёрами и Аппалачами. На территории США произрастают в штатах Миннесота, Висконсин, Мичиган и в лесистых районах Новой Англии. Севернее встречаются в Канадеcкой провинции Онтарио на побережье Великих озёр и реки Святого Лаврентия.
Выделен Департаментом природных ресурсов штата Миннесота. В них представлены как хвойные виды (сосна веймутова, пихта, тсуга канадская), так и летнезелёные лиственные породы деревьев (сахарный клён, дуб, граб и хмелеграб).
Почвы слабощелочные. Вегетационный период — 100—200 дней в году.
|                                                                           |  |
| Грунтовая дорога в северном лесу, рассвет над озером в северной Миннесоте |  |